# Thomas Overbury
Thomas Overbury (Warwickshire, 1581 – Londra, 15 settembre 1613) è stato un poeta e saggista inglese, che fu ucciso per essersi opposto al matrimonio dell'amico Robert Carr con Frances Howard.

## Il mentore di Robert Carr
Thomas Overbury nacque nel 1581 da Mary Palmer e Nicholas Overvbury in un villaggio del Warwickshire. Nel 1595 Thomas stava studiando presso il The Queen's College dove nel 1598 si laureò in letteratura e da lì andò a Londra dove continuò la propria istruzione presso il Middle Temple. Il suo talento e le sue maniere gli fecero presto trovare il favore di Robert Cecil, I conte di Salisbury per il quale compì diversi viaggi sul Continente.

Attorno al 1601 mentre era ad Edimburgo Thomas conobbe Robert Carr che allora era il paggio del conte di Dunbar, i due fecero amicizia e Carr ritornò a Londra con il nuovo amico con l'intenzione di intraprendere carriera a corte.

Sicuramente fu per interesse di Thomas che l'amico riuscì ad entrarvi e fu, forse, sempre grazie a lui che Carr riuscì a farsi notare ad un torneo dove, alla presenza di Giacomo I d'Inghilterra, si ruppe una gamba nel 1606. Nel giugno del 1608 Thomas venne insignito del titolo di cavaliere e passò l'anno seguente a viaggiare fra Parigi ed Anversa ed al suo ritorno ricominciò a seguire le sorti dell'amico fino a che questi nel 1610 non venne nominato Visconte di Rochester. Grazie all'interessamento di Thomas, Carr divenne il favorito del re arrivando a divenire, per quanto era tenuto in conto dal sovrano, uno degli uomini più potenti del paese.

## La fatale opposizione
Nel 1612 Robert Cecil, I conte di Salisbury morì ed il re pensò di prendere in mano il governo del Consiglio avvalendosi dell'aiuto di Carr, Giacomo però non si dimostrò adatto a tenere dietro a tutti gli affari di governo che finì per dividersi in fazioni. Fra tutti i partiti in movimento quello che si dimostrò vincente fu quello degli Howard, composto da Henry Howard, I conte di Northampton, Thomas Howard, I conte di Suffolk, suo genero William Knollys, I conte di Banbury (1544-25 marzo 1632), Charles Howard, I conte di Nottingham e Thomas Lake (1567-17 settembre 1630) che finì per prendere il controllo quasi totale del Consiglio. In tutto questo si inserì Carr che, in gran parte dipendente da Thomas per sbrigare gli incarichi che gli erano stati assegnati, entrò in contatto con gli Howard allorché iniziò una relazione con Frances Howard, nipote del conte di Northampton ed allora sposata con Robert Devereux, III conte di Essex.

Thomas fu sin dall'inizio fermamente contrario a tale relazione e fece notare a Carr che un legame del genere sarebbe stato deleterio per la sua posizione presente per l'avanzamento della sua carriera, tuttavia Carr era davvero infatuato e riferì alla contessa quanto gli era stato detto. Nello stesso periodo Thomas aveva scritto un libro intitolato A Wife in cui si dipingevano le doti che un uomo doveva cercare in una giovane donna prima di precipitarsi a sposarla e forse ci fu chi pensò che questo poema non voleva che essere un modo per cercare di far aprire gli occhi all'amico.

La contessa provò a mettere Thomas in cattiva luce con il re così che questi gli ordinò di partire per la corte di Michele di Russia in qualità di ambasciatore, benché rifiutare equivalesse a tradire fu proprio questa la scelta di Thomas che si giustificò dicendo che voleva rimanere al fianco di Carr. Questo rifiuto però fece adirare Giacomo I che, nell'aprile del 1613 mandò Thomas alla Torre di Londra dove morì il 15 settembre dello stesso anno.

La contessa convinse il sovrano a firmarle l'atto di annullamento del matrimonio, asserendo che Essex fosse impotente ed il 26 dicembre lei e Carr si sposarono poco dopo l'elevazione di Robert a conte di Somerset.

Per quasi due anni la vicenda sembrò dimenticata, ma le voci dovettero continuare a circolare perché nel settembre del 1615, poco dopo un litigio avvenuto fra Carr ed il re che aveva portato quest'ultimo a scegliersi un nuovo favorito, sia lui che la moglie vennero portati alla Torre con l'accusa di aver ucciso Thomas tramite l'avvelenamento. Per quanto il re non apparisse incline ad occuparsi della cosa acconsentì, forse per evitare che venissero fuori particolari su di lui, a mettere in piedi un processo che venne presieduto da Francesco Bacone ed Edward Coke.

## Giustizia postuma
In tutto furono in sei gli accusati al processo che si tenne fra il 1616 ed il 1617, si pensò che le menti occulte del piano fossero il defunto conte di Northampton, zio di Frances ed il conte di Suffolk che invece era suo padre e che il piano avesse avuto la complicità dei due sposi. Si pensò che il movente fosse l'influenza, ritenuta eccessiva dagli Howard, che Thomas aveva su Carr e che questa fosse particolarmente fastidiosa poiché era affiancata da una profonda avversione del poeta nei confronti degli Howard.

Non si sa se Carr fosse o meno colpevole, mentre il coinvolgimento della contessa appariva più certo. Volendo essere certa che dalla Torre Thomas non sarebbe uscito fece in modo di rimuovere dall'incarico di Lieautenant of the Tower Sir William Wade (1546-21 ottobre 1623) e vi pose invece un loro uomo, Gervase Helwys e sostituì il carceriere con uno esperto in droghe. I due quindi avrebbero avvelenato Thomas con una coppa di Acido solforico, si pensò anche che ai cospiratori non fosse stato difficile assicurarsi l'assenso del re che di certo non amava l'influenza che Thomas aveva su Carr.

Frances Carr ammise la propria colpevolezza, ma così non fece suo marito nonostante le richieste che Giacomo gli fece pervenire, dove gli chiedeva appunto di dichiararsi colpevole in cambio del perdono reale. I due coniugi furono in ogni caso giudicati colpevoli e condannati a morte, ma vennero entrambi graziati, gli altri quattro imputati (tra cui Anne Turner) invece furono giustiziati per impiccagione.